# Spontano narušavanje simetrije
Spontano narušavanje simetrije je spontan proces narušavanja simetrije, po kome fizički sistem u simetričnom stanju završava u asimetričnom stanju. Posebno, to može da opisuje sisteme gde jednačine kretanja ili Lagranžijani poštuju simetrije, ali vakuumska rešenja sa najmanjom energijom ne pokazuju istu simetriju. Kada sistem pređe na jedno od ovih vakuumskih rešenja, simetrija se narušava zbog perturbacija oko tog vakuuma, iako celokupan Lagranžijan zadržava tu simetriju.

## Pregled
U eksplicitnom kršenju simetrije, ako se uzmu u obzir dva ishoda, verovatnoća para ishoda može biti različita. Po definiciji, spontano narušavanje simetrije zahteva postojanje simetrične raspodele verovatnoće - bilo koji par ishoda ima istu verovatnoću. Drugim rečima, osnovni zakoni su invarijantni u okviru transformacije simetrije.
Sistem u celini se menja pod takvim transformacijama.
Faze materije, poput kristala, magneta i konvencionalnih superprovodnika, kao i jednostavni fazni prelazi mogu se opisati spontanim razbijanjem simetrije. Uočljivi izuzeci uključuju topološke faze materije poput frakcijskog kvantnog Holovog efekta.

## Primeri

### Potencijal meksičkog šešira
Razmotrite simetričnu kupolu sa koritom koje je okružuje pri dnu. Ako se kugla postavi na sam vrh kupole, sistem je simetričan u odnosu na rotaciju oko središnje ose. Međutim kugla može da spontano naruši ovu simetriju ako se otkotrlja niz kupolu u korito, tačku najniže energije. Nakon toga, kugla se zaustavlja u nekoj fiksnoj tački na obodu. Kupola i kugla zadržavaju svoju individualnu simetriju, ali sistem to ne čini.
U najjednostavnijem idealizovanom relativističkom modelu, spontano narušena simetrija se sumira pomoću ilustrativne teorije skalarnog polja. Relevantan Lagranžijan skalarnog polja {\displaystyle \phi }, koji u suštini diktira kako se sistem ponaša, može se podeliti na kinetičke i potencijalne članove,

| {\displaystyle {\mathcal {L}}=\partial ^{\mu }\phi \partial _{\mu }\phi -V(\phi ).} | \| \| \| \| \| \| \| \| | (1) |
|                                                                                     |                         |     |
|                                                                                     |                         |     |
Upravo u ovom potencijalnom članu {\displaystyle V(\phi )} dolazi do prekida simetrije. Jedan primer potencijala, koji je dao Džefri Goldston prikazan je na grafukonu.

| {\displaystyle V(\phi )=-10\|\phi \|^{2}+\|\phi \|^{4}\,}. | \| \| \| \| \| \| \| \| | (2) |
|                                                            |                         |     |
|                                                            |                         |     |
Ovaj potencijal ima neograničen broj mogućih minimuma (stanja u vakuumu) datih izrazom:

| {\displaystyle \phi ={\sqrt {5}}e^{i\theta }}. | \| \| \| \| \| \| \| \| | (3) |
|                                                |                         |     |
|                                                |                         |     |
za svako realno θ između 0 i 2π. Sistem takođe ima nestabilno vakuumsko stanje, što odgovara Φ = 0. Ovo stanje ima U(1) simetriju. Međutim, kad sistem jednom padne u specifično stabilno vakuumsko stanje (zavisno od izbora θ), dolazi do nestanka ove simetrija ili „spontanog narušavanja”.
Zapravo, svaki drugi izbor θ bi imao potpuno istu energiju, što implicira postojanje bezmasenog Nambu-Goldstonovog bozona, moda kretanja u krug na minimumu ovog potencijala, i ukazuje da postoji vid memorije na izvornu simetriju Lagranžijana.

## Nobelova nagrada
Dana 7. oktobra 2008, Švedska kraljevska akademija nauka dodelila je Nobelovu nagradu za fiziku 2008. godine trojici naučnika za njihov rad na narušavanju simetrije u subatomskoj fizici. Joičiro Nambu, sa Univerziteta u Čikagu, dobio je polovinu nagrade za otkriće mehanizma spontanog narušavanja simetrije u kontekstu jakih interakcija, specifično hiralnog narušavanja simetrije. Fizičari Makoto Kobajaši i Tošihide Masukava, sa Kjoto univerziteta, podelili su drugu polovinu nagrade za otkriće porekla eksplicitnog narušavanja CP simetrije usled slabih interakcija. Ovo poreklo ultimatno počiva na Higsovom mehanizmu, ali, do tada je bilo shvaćeno kao „upravo tako” svojstvo Higsovih spega, a ne kao spontano narušen fenomen simetrije.

## Literatura
- Lederman, L.; Hill, C.T. (2011). Symmetry and the Beautiful Universe. Prometheus Books. ISBN 9781615920419.
- Schumm, B. (2004). Deep Down Things: The Breathtaking Beauty of Particle Physics. Johns Hopkins University Press. ISBN 978-0-8018-7971-5.
- Stenger, V.J. (2000). Timeless Reality: Symmetry, Simplicity, and Multiple Universes. Prometheus Books. ISBN 9781573928595. Chapter 12 is a gentle introduction to symmetry, invariance, and conservation laws.
- Zee, A. (2007). Fearful Symmetry: The search for beauty in modern physics (2nd изд.). Princeton University Press. ISBN 978-0-691-00946-9.
- Brading, K.; Castellani, E. (2003). Symmetries in Physics: Philosophical Reflections. Cambridge University Press. ISBN 978-1-139-44202-2.
- Brading, K.; Castellani, E. (2007). „Symmetries and Invariances in Classical Physics”.  Ур.: Butterfield, J.; Earman, J. Philosophy of Physic Part B. North Holland. стр. 1331—68. ISBN 978-0-08-046665-1.
- Debs, T.; Redhead, M. (2007). Objectivity, Invariance, and Convention: Symmetry in Physical Science. Harvard University Press. ISBN 978-0-674-03413-6.
- Earman, J. (2002), Laws, Symmetry, and Symmetry Breaking: Invariance, Conservations Principles, and Objectivity. (PDF) Address to the 2002 meeting of the Philosophy of Science Association.
- Kalmbach H.E., G. (2014). Quantum Mathematics: WIGRIS. RGN Publications.
- Mainzer, K. (1996). Symmetries of Nature: A Handbook for Philosophy of Nature and Science. de Gruyter. ISBN 978-3-11-088693-1.
- Mouchet, A. (2013). „Reflections on the four facets of symmetry: how physics exemplifies rational thinking”. European Physical Journal H. 38 (5): 661—702. Bibcode:2013EPJH...38..661M. CiteSeerX 10.1.1.400.2867 . S2CID 14475702. arXiv:1111.0658 . doi:10.1140/epjh/e2013-40018-4.
- Thompson, William J. (1994). Angular Momentum: An Illustrated Guide to Rotational Symmetries for Physical Systems. Wiley. ISBN 0-471-55264-X.
- Van Fraassen, B. (1989). Laws and symmetry. Oxford University Press. ISBN 978-0-19-151999-4.
- Wigner, E. (1970) [1967]. Symmetries and Reflections. M.I.T. Press. ISBN 978-0-262-73021-1.
- An, Sanghun; Jiang, P.; Choi, H.; Kang, W.; Simon, S. H.; Pfeiffer, L. N.; West, K. W.; Baldwin, K. W. (2011). „Braiding of Abelian and Non-Abelian Anyons in the Fractional Quantum Hall Effect”. arXiv:1112.3400  [cond-mat.mes-hall].
- Greiter, M. (1994). „Microscopic formulation of the hierarchy of quantized Hall states”. Physics Letters B. 336 (1): 48—53. Bibcode:1994PhLB..336...48G. S2CID 119433766. arXiv:cond-mat/9311062 . doi:10.1016/0370-2693(94)00957-0.
- MacDonald, A.H.; Aers, G.C.; Dharma-wardana, M.W.C. (1985). „Hierarchy of plasmas for fractional quantum Hall states”. Physical Review B. 31 (8): 5529—5532. Bibcode:1985PhRvB..31.5529M. PMID 9936538. doi:10.1103/PhysRevB.31.5529.
- Moore, G.; Read, N. (1990). „Nonabelions in the fractional quantum Hall effect”. Nucl. Phys. B360 (2): 362. Bibcode:1991NuPhB.360..362M. doi:10.1016/0550-3213(91)90407-O .
- Hansson, T.H.; Hermanns, M.; Simon, S.H.; Viefers, S.F. (2017). „Quantum Hall physics: Hierarchies and conformal field theory techniques”. Rev. Mod. Phys. 89 (2): 025005. Bibcode:2017RvMP...89b5005H. S2CID 118614055. arXiv:1601.01697 . doi:10.1103/RevModPhys.89.025005.
- Goldman, V.J.; Su, B. (1995). „Resonant Tunneling in the Quantum Hall Regime: Measurement of Fractional Charge”. Science. 267 (5200): 1010—2. Bibcode:1995Sci...267.1010G. PMID 17811442. S2CID 45371551. doi:10.1126/science.267.5200.1010.
- „Direct Observation of Fractional Charge”. Stony Brook University. 2003. Архивирано из оригинала 2003-10-07. г.
- L. Saminadayar; D. C. Glattli; Y. Jin; B. Etienne (1997). „Observation of the e/3 fractionally charged Laughlin quasiparticle”. Physical Review Letters. 79 (13): 2526—2529. Bibcode:1997PhRvL..79.2526S. S2CID 119425609. arXiv:cond-mat/9706307 . doi:10.1103/PhysRevLett.79.2526.
- „Fractional charge carriers discovered”. Physics World. 24. 10. 1997. Приступљено 2010-02-08.
- R. de-Picciotto; M. Reznikov; M. Heiblum; V. Umansky; G. Bunin; D. Mahalu (1997). „Direct observation of a fractional charge”. Nature. 389 (6647): 162. Bibcode:1997Natur.389..162D. S2CID 4310360. arXiv:cond-mat/9707289 . doi:10.1038/38241.
- J. Martin; S. Ilani; B. Verdene; J. Smet; V. Umansky; D. Mahalu; D. Schuh; G. Abstreiter; A. Yacoby (2004). „Localization of Fractionally Charged Quasi Particles”. Science. 305 (5686): 980—3. Bibcode:2004Sci...305..980M. PMID 15310895. S2CID 2859577. doi:10.1126/science.1099950.
- Rychkov VS, Borlenghi S, Jaffres H, Fert A, Waintal X (август 2009). „Spin torque and waviness in magnetic multilayers: a bridge between Valet-Fert theory and quantum approaches”. Phys. Rev. Lett. 103 (6): 066602. Bibcode:2009PhRvL.103f6602R. PMID 19792592. S2CID 209013. arXiv:0902.4360 . doi:10.1103/PhysRevLett.103.066602.

## Dodatna literatura
- „The History of the Guralnik, Hagen and Kibble development of the Theory of Spontaneous Symmetry Breaking and Gauge Particles”. arXiv:abs/0907.3466  Проверите вредност параметра |arxiv= (помоћ).

## Spoljašnje veze
- For a pedagogic introduction to electroweak symmetry breaking with step by step derivations, not found in texts, of many key relations, see http://www.quantumfieldtheory.info/Electroweak_Sym_breaking.pdf
- Spontaneous symmetry breaking
- Physical Review Letters – 50th Anniversary Milestone Papers
- In CERN Courier, Steven Weinberg reflects on spontaneous symmetry breaking Архивирано на веб-сајту  (10. новембар 2016)
- Englert–Brout–Higgs–Guralnik–Hagen–Kibble Mechanism on Scholarpedia
- History of Englert–Brout–Higgs–Guralnik–Hagen–Kibble Mechanism on Scholarpedia
- International Journal of Modern Physics A: The History of the Guralnik, Hagen and Kibble development of the Theory of Spontaneous Symmetry Breaking and Gauge Particles
- Guralnik, G S; Hagen, C R and Kibble, T W B (1967). Broken Symmetries and the Goldstone Theorem. Advances in Physics, vol. 2 Interscience Publishers, New York. pp. 567–708 Архивирано на веб-сајту  (23. април 2012)  0-470-17057-3
- Spontaneous Symmetry Breaking in Gauge Theories: a Historical Survey[мртва веза]